# Festuca pseudeskia
Festuca pseudeskia är en gräsart som beskrevs av Pierre Edmond Boissier. Festuca pseudeskia ingår i släktet svinglar, och familjen gräs. Inga underarter finns listade i Catalogue of Life.